# تولید کار
تولید کار (انگلیسی: Job production) همراه با تولید دسته ای و تولید انبوه، یکی از سه روش اصلی تولید است، که تولید محصولات سفارشی مانند یک محصول واحد برای یک مشتری خاص یا دسته کوچکی از محصول در مقادیری که معمولاً کمتر از تقاضای جامع بازار است را در بر می‌گیرد. تولید کار اغلب به تولید محصولات کلاسیک دست‌ساز توسط شرکت‌های کوچک اشاره دارد، اما شرکت‌های بزرگ نیز از تولید کار استفاده می‌کنند، که محصولات آنها در این زمینه اغلب قابل تعویض می‌باشند.